# Противооткатни устройства
Противооткатните устройства са устройства, предназначени за смекчаване на ударните натоварвания върху лафета на оръдието при отката, те превръщат механичната енергия в топлинна и служат за поглъщане на тласъците и ударите.

## Изчисляване на енергията на отката
Излизащите от канала на ствола на оръдието газове въздействат според III закон на Нютон върху самия ствол с равна и противоположна по посока сила. Реализира се принципът на реактивното движение, който усилва чисто механичния откат от излитането на снаряда. Точното изчисляване на пълната енергия на отката е сложна процедура, но в артилерийската наука съществува емпиричното правило, че механичната енергия на отката е 3% от дулната енергия на снаряда. Например, за 122-мм оръдие А-19 пълната механична енергия на отката съставлява 0,03×8 МДж = 240 кДж. Това съответства на потенциалната енергия на товар с маса 1 тон, издигнат на 24 м над нивото на земята, приета за нулева точка при изчисляването на енергията. В нормални условия това е достатъчно да се размаже или разбие на части лафета на оръдието. Обаче противооткатните устройства на това оръдие (то няма дулна спирачка) успешно погасяват тази енергия на отката и я използват, за да върнат откатната част на оръдието в изходно положение преди следващия изстрел.
Пълното разпределение на енергия при изстрела варира в зависимост от типа на оръдието, метателния заряд и снаряда, но като цяло картината изглежда приблизително така:
- 20 – 40% отиват за кинетичната енергия на снаряда;
- 15 – 25% отиват за нагряването на снаряда и ствола чрез взаимното им триене;
- 5% отиват за механичната енергия на отката на оръдието;
- друго (понякога до 60%) за дисипация на енергията в атмосферата.

### Изчисления
Разглеждат се две състояния на системата – в момента „0“ на пълното изгаряне на метателния заряд, но когато снарядът още е неподвижен и в момента „1“ излитането на снаряда от оръдието. При това са направени две допускания. Първото ще бъде пълното изгаряне на метателния заряд до началото на движението на снаряда. Всъщност изгарянето все още се случва, когато снарядът вече е започнал своето движение. Обаче точното изчисляване, в този случай, ще е много сложен, тъй като представлява сам по себе си самосъгласуваща се задача. За решаването на практическите задачи описаното по-горе допускане се счита за напълно пригодно. Второто допускане ще бъде отсъствието на топлинни загуби, които нарушават чисто механичните закони за съхраняване на енергията и импулса. На практика това означава, че се прави оценка на енергията на отката и КПД-о на оръдието.
В момента „0“ снарядът с маса mсн, откатните части на оръдието с маса M и барутните газове с маса mпг нямат механични скорости в инерциалната отправна система, свързана със Земята. Така че всички импулси са равни на нула.
В момента „1“ снарядът е набрал скорост v, откатните части (при липса на противооткатни устройства) са получили скорост V. Съответно проекцията на импулса на снаряда pсн върху оста, насочена по протежение на канала на ствола на оръдието, с равна на mснv, а проекцията на импулса на откатните части P = –MV. Съгласно приетия в артилерията модел за разпределение на скоростите на насочените барутни газове по протежение на канала на ствола на оръдието тази скорост е равна на нула при затвора и линейно нараства до v при дулния срез. Изчисляването на сумарния импулс на барутните газове чрез интегриране надлъжно на канала на ствола на оръдието дава стойността pпг = 0,5 mпгv. Използвайки закона за съхраняване на импулса, получаваме
mснv + 0,5 mпгv = MV
От това уравнение може да се изчисли скоростта на откатните части и стойностите на кинетичната енергия на отката E = 0,5MV² от излитането на снаряда, която е необходима в хода на проектирането на противооткатните устройства на оръдието и за възможното поставяне на ствола на дулна спирачка. Тези устройства са нужни за омекотяването на ударните натоварвания върху лафета при отката. Аналогично, получавайки полезната кинетична енергия на снаряда e = 0,5 mснv², може да се получи КПД на оръдието, разделяйки e на mпгQ (тъй като масата на барутните газове е равна на масата на метателния заряд).

## История
Артилерийските оръдия исторически използват за амортизация на отката откат на лафета. В случая, когато откатът се ограничава само от триенето, отката на лафета е доста голям (няколко метра), което изисква дълги каземати и широки валганги при крепостната артилерия. При корабите и в други ситуации, където откатът следва да се ограничи, се използва дебело конопено въже – брук, който се запазва за известно време даже след появата на противооткатните спирачки, като предпазно средство на случай на отказ на спирачките, но напълно изчезва още през XIX век. През втората половина на XIX век, за кратко, се появяват откатни клинове, бързо изместени от хидравлични, пневматични, пружинни и буферни спирачки. В крепостната артилерия се използват също така и наклонени въртящи рами.
- Брюк
- Откатни клинове
- Въртяща рама

## Описание на конструкцията
| “ | При откат. Стволът под въздействието на барутните газове при изстрела се премества назад заедно със закрепения в тялото на казенника цилиндър на спирачката на отката с вретеното и цилиндъра на накатника. Щока на спирачката на отката и щока на накатника, закрепени отгоре на люлката, остават неподвижни. Течността,намираща се в цилиндъра на спирачката между буталото и салника, преминава през шестте наклонени отвора в главата на щока. Преминавайки през тези отвори, по-голямата част от течността ще премине през кръглото пространство между регулиращия пръстен и вретеното в задната част на цилиндъра на спирачката на отката, където се образува разредено пространство. По-малка част от течността ще премине между вретеното и вътрешната повърхност на щока през осемте наклонени отвора, след това попадайки в кухината на модератора, ще отвори клапана и ще запълни задмодераторната кухина на щока. Енергията на движението на откатващите се части се поглъща за сметка на хидравличното съпротивление на течността, сълзяща през променящия се луфт между регулиращия пръстен и вретеното на откатната спирачка. Според увеличаването на дължината на отката кръглия луфт между вретеното и регулиращия пръстен се намалява, стигайки до нула към края на отката. Вследствие на това се случва плавното спиране на отката. Едновременно с действието на спирачката на отката става и действието на накатника, което се заключава в следното: течността, намираща се в работния цилиндър на накатника между конуса на салника и буталото, се изтласква през отвора на държателя в средния цилиндър, а от средния цилиндър, през отвор с дюза – във външния цилиндър и още повече свива намиращия се в него, под налягане, въздух, натрупвайки по този начин необходимата енергия за накат на откатващите се части на оръдието. | ” |

| “ | При накат. Свития въздух във външния цилиндър на накатника, стремейки се да се разшири, натиска течността, която предава налягането върху буталото на щока и уплътнителното устройство в корпуса на салника. Но тъй като буталото със щока са неподвижни, то под налягането течността върху уплътнителното устройство цилиндрите на накатника, заедно със ствола и цилиндъра на спирачката на отката, се връщат в първоначалното си положение. Течността, намираща се в цилиндъра на спирачката на отката, зад буталото, ще премине в предната част на цилиндъра през луфта между вретеното и регулиращия пръстен. Клапанът на модератора, под действието на пружината на клапана, затваря кухината на модератора, и част от течността, която е попаднала в задмодераторното пространство, преминава само през пространствата, образувани от канавките с пременлива дълбочина между вътрешната повърхност на щока и външната повърхност на ризата на модератора. Съпротивлението на течността, сълзяща през променящите се луфтове между щока и ризата на модератора осигуряват спирането на наката. Плавността на наката се достига чрез това, че в края на наката канавките с пременяща се дълбочина са равни на нула. При интензивна стрелба течността в спирачката на отката се загрява и обемът ѝ се увеличава, което може да предизвика недокат на ствола. За да се избегне това в спирачката на отката има компенсатор, в който отива излишъкът от течността от задмодераторното пространство през отвор в корпуса на клапана и съединителните тръбички, избутвайки буталото на компенсатора, намиращ се под натиска на пружини. При снижаване на темпа на стрелба и изстиването на течността в цилиндъра на спирачката на отката обема в цилиндъра на спирачката ще се запълва с течността от компенсатора. Буталото на компенсатора, намиращо се под постоянен натиск на свитите пружини, ще избута излишъка от течността обратно в задмодераторното пространство, а оттам – в цилиндъра на спирачката на отката. | ” |

### Накатник
Пружинни накатници често са използвани в оръдията от времето на Първата световна война, но те се оказват ненадеждни и с времето са изместени от пневматичните накатници.
Например, оръдието 5"/38 Mark 12 (американско 127-мм корабно оръдие от периода на Втората световна война) е снабдено с хидравличен спирач на отката. Той се състои от две бутала в хидравличен цилиндър, които поглъщат основната енергия на отката. Те, също така, демпферират удара на механизмите на пневматичния накатник при връщането на ствола в изходно положение.
Пневматичния накатник представлява камера, напълнена с въздух под високо налягане. В задната му част е разположено бутало. При отката буталото свива въздуха в накатника, а след това връща ствола в изходно положение. В изходното положение налягането в камерата на накатника съставлява 10 МПа. В процеса на отката налягането в накатника нараства до 15 МПа.

## Детайли на конструкциите
- Противооткатните устройства на 76-мм полково оръдие образец 1927 годинаа включват в себе си хидравличен спирач на отката и пневматичен накатник. В спирачката на отката има 1,3 литра течност, в накатника – 3,6 литра. Стволът и противооткатните устройствата са монтирани на паралели, преместващи се при отката в люлката. Теглото на откатващите се части (със ствола) е 275 кг. Максималната дължина на отката е 1030 мм, нормалната – от 930 до 1000 мм.
- Противооткатните устройства на 122-мм оръдие обр. 1931 г. се състоят от следните механизми:
  - хидравличен спирач на отката вретенен тип, напълнен с хидравлично масло с количество 22 л;
  - хидропневматичен накатник, напълнен с глицериновата течност Стеол (22 л) и въздух под налягане 45 атм.

Противооткатните устройства са монтирани в коритообразната люлка под ствола. Люлката с цапфите с ролкови лагери лежит в цапфените гнезда на горната рама и чрез сектор е зацепена с вала на подемния механизъм. При откат противооткатните устройства остават неподвижни.
- Противооткатните устройства на 280-мм мортира образец 1939 година (Бр-5) са въздушно-хидравлични. Цилиндрите на спирача на отката и накатника са поставени в муфи, закрепени гужони към люлката. Люлката на цапфите лежи в цапфените гнезда на горната рама и със своя сектор е свързана подвижно с зъбното колело на главния вал. Спирачката на отката е хидравлична, съдържа 41 л хидравлично масло. Накатникът е хидропневматичен, съдържа 63 л хидравлично масло, налягането на въздуха е 40 атм. Откатът при ъгли на възвишение от 0 до 30° е дълъг (1300 – 1410 мм), при ъгли на възвишение от 30° до 42° е среден (850 – 1410 мм), при ъгли на възвишение от 42° до 60° къс (850 – 880 мм). Противооткатните устройства при отката са неподвижни. За разлика от лафета на гаубицата Б-4 и оръдието Бр-2, спирача на отката на лафета на гаубицата Бр-5 има шпонки с променливо сечение, което прави възможно преместването на стволовете на различните оръдия върху един и същи лафет само в заводски условия (необходима е замяната на спирача на отката).